# Wathlingen

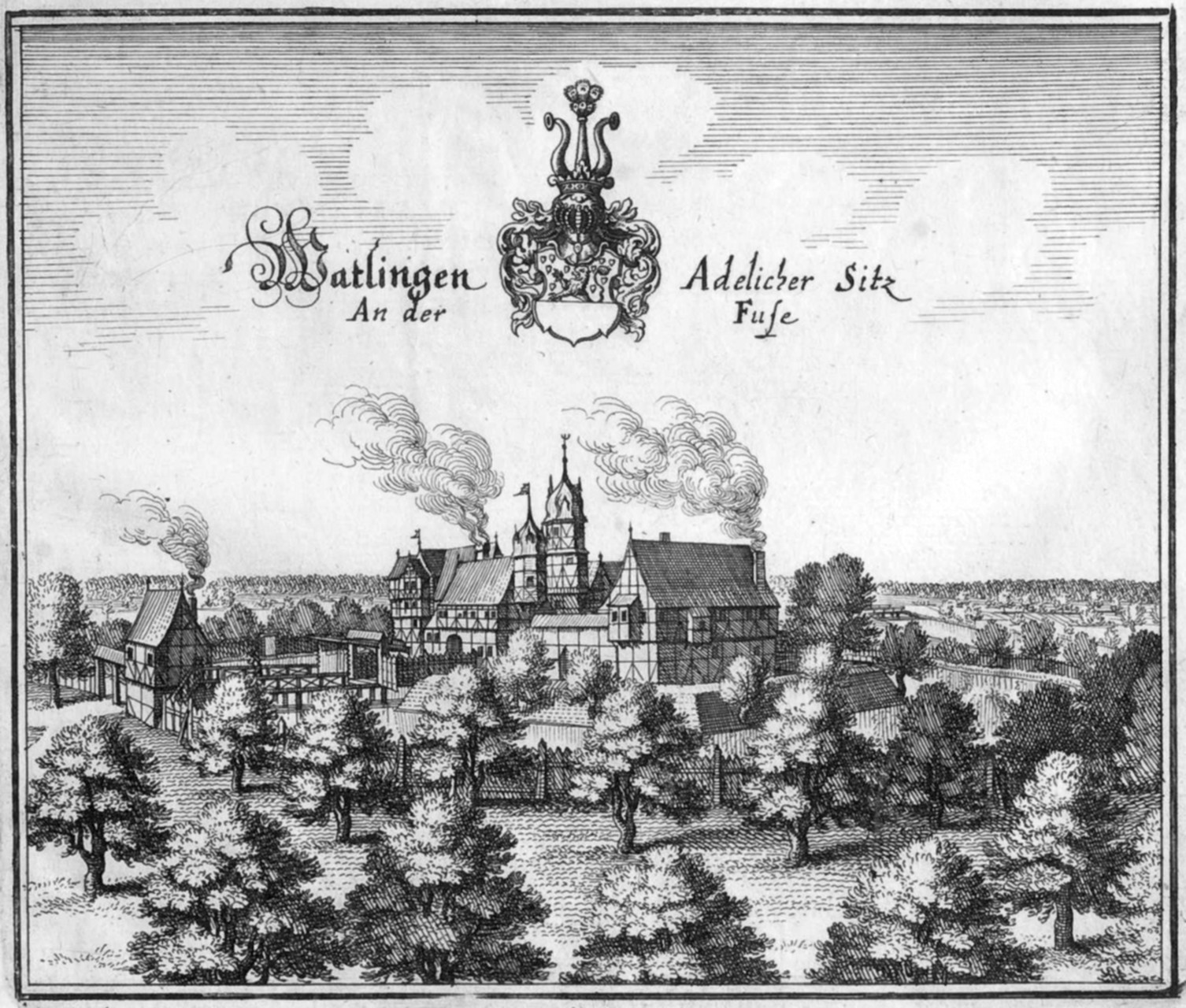
Wathlingen um 1655

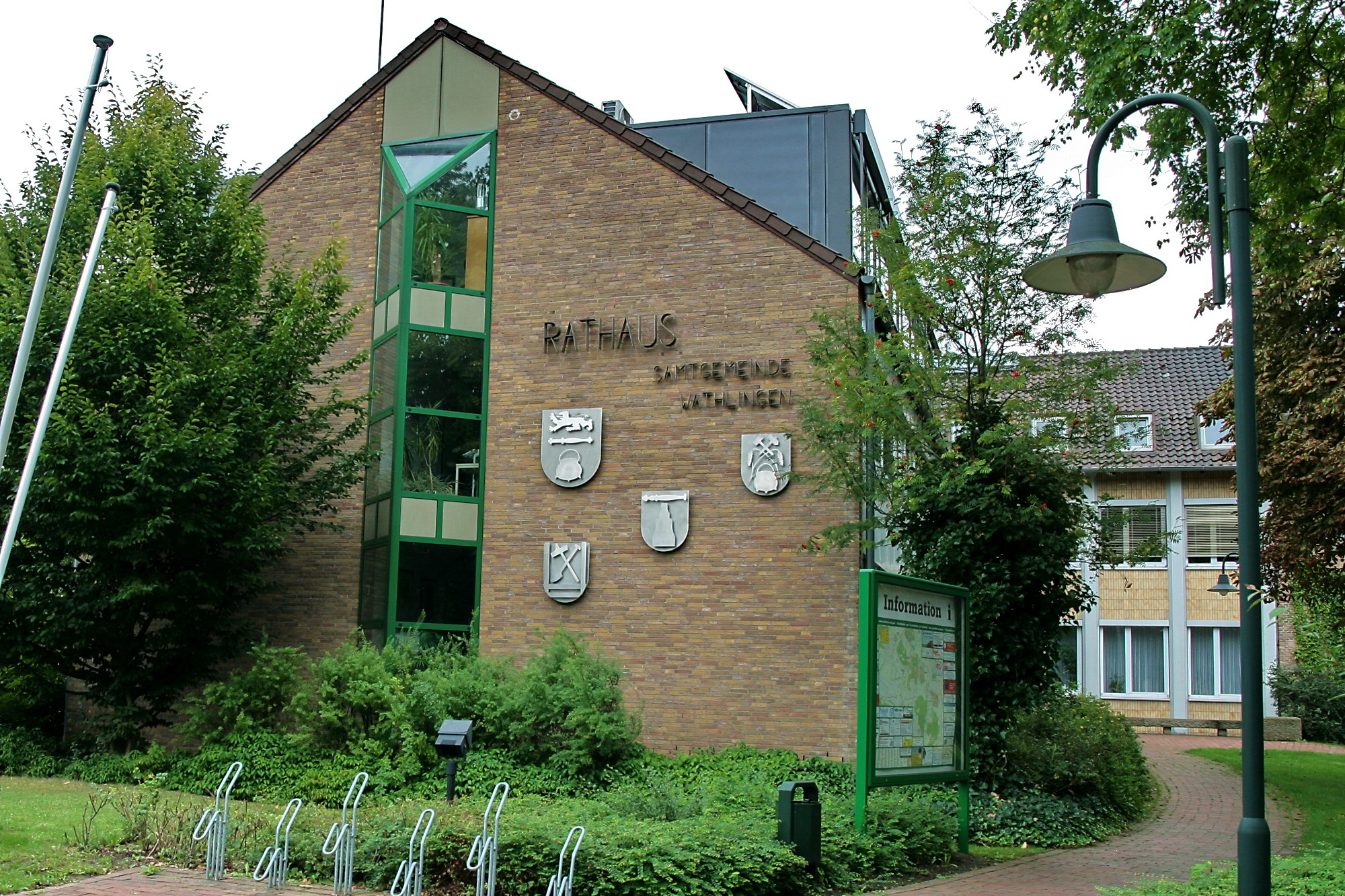
Das Rathaus Am Schmiedeberg, Sitz der Gemeinde- und der Samtgemeindeverwaltung

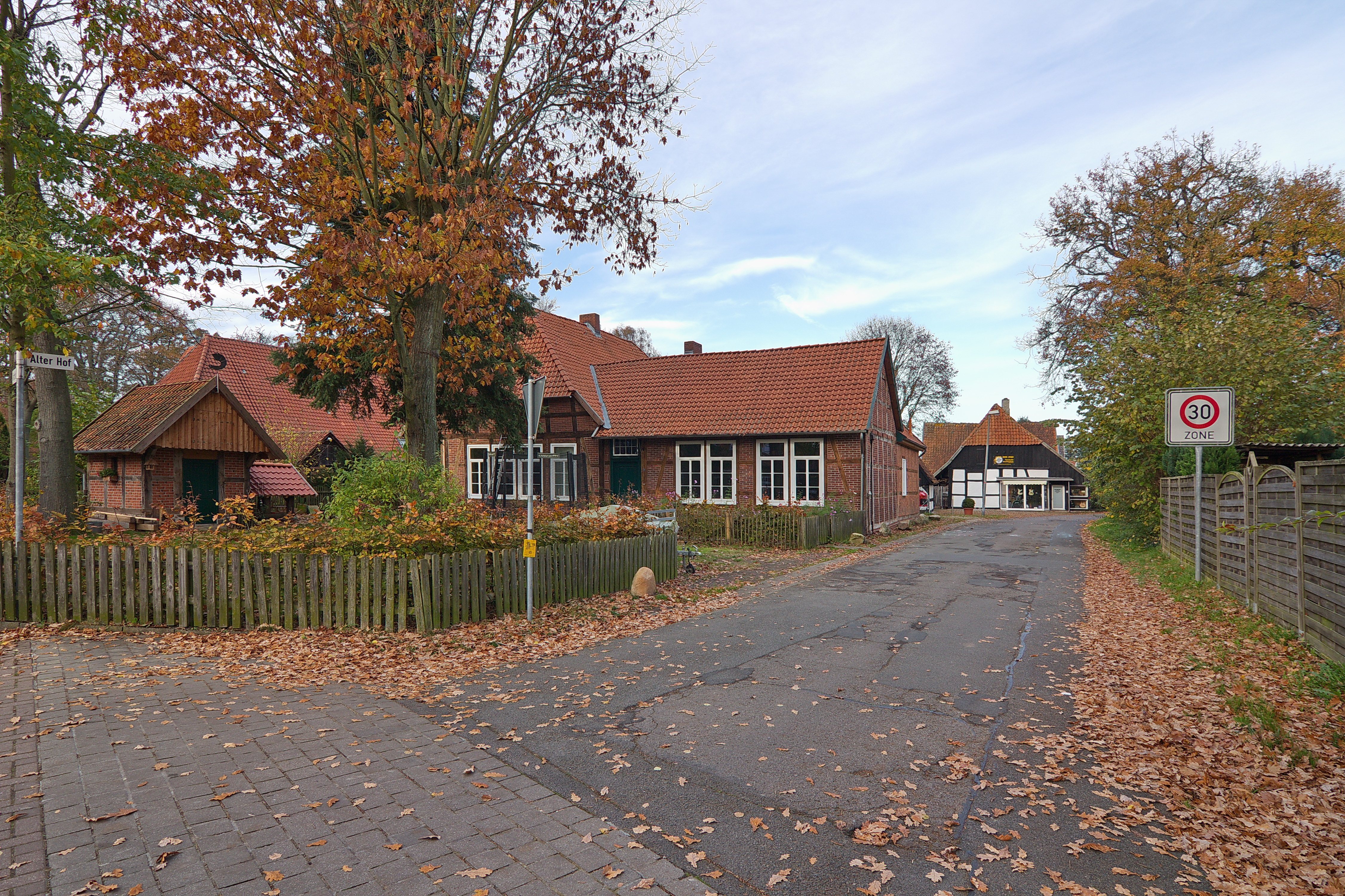
Ortsblick Alter Hof

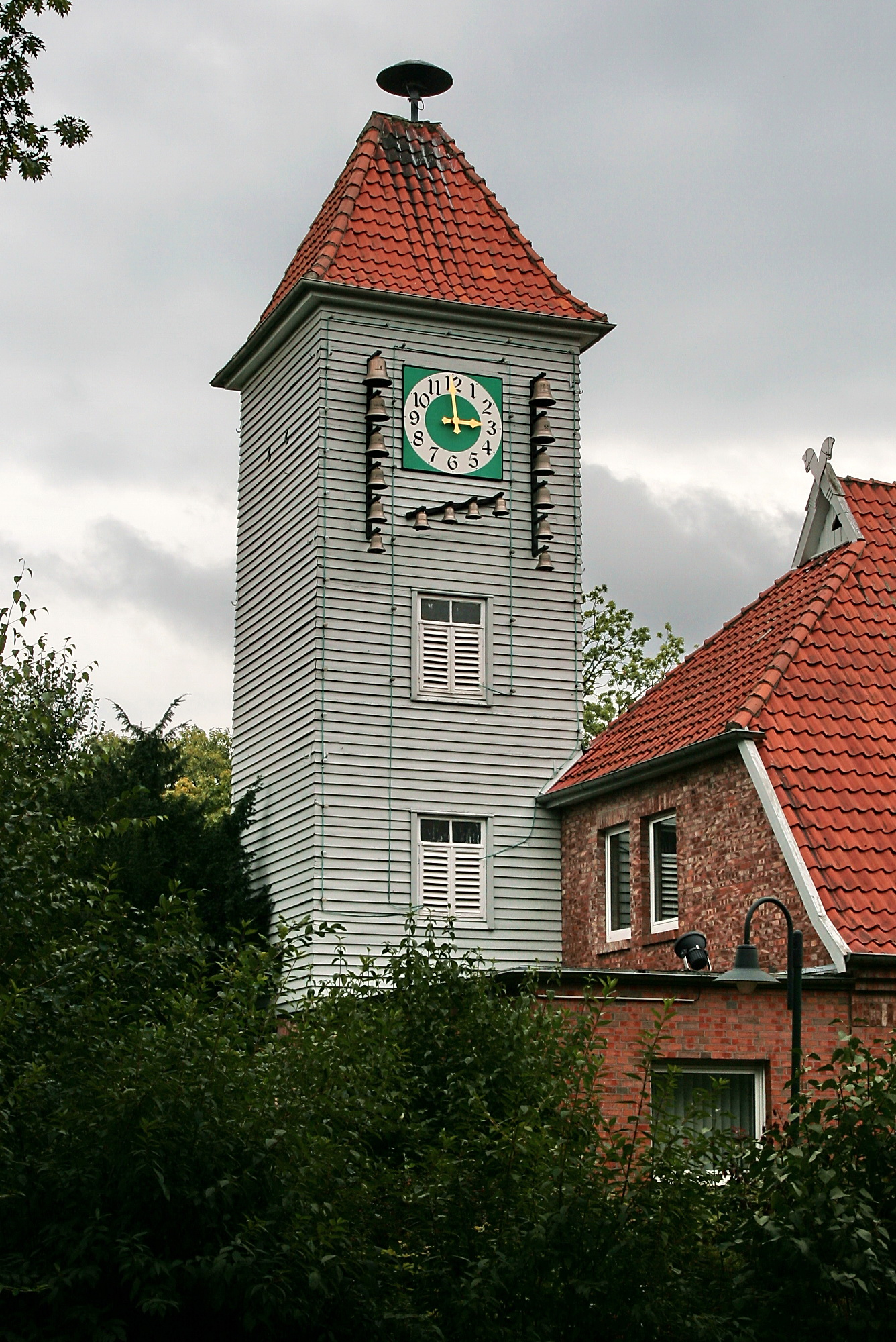
Glockenspiel am alten Schlauchturm

Wathlingen (niederdeutsch Wateln) ist eine Gemeinde im Süden des niedersächsischen Landkreises Celle und der Verwaltungssitz der Samtgemeinde Wathlingen. Sie liegt rund 30 Kilometer östlich von Hannover. Das im Nordwesten angrenzende Dorf Papenhorst ist ein Ortsteil von Nienhagen.

## Geografie
Dicht an Wathlingen vorbei fließt die Fuhse. Überschattet wird die Gemeinde von einem zurzeit noch etwa 110 m hohen Kaliberg. Die Kreisstadt Celle ist etwa 14 km entfernt.

## Geschichte
Wathlingen ist der  älteste Ort der Samtgemeinde. Es  wurde erstmals am 1. November 1022 genannt, als Bischof Bernward von Hildesheim das Kloster St. Michaelis in Hildesheim stiftete und es mit mehreren Gütern, u. a. „Waditlogon“, ausstattete.
Das Dorf, das jahrhundertelang nur von der Landwirtschaft lebte, erlebte etwa um 1900 mit dem Aufbau des Kaliwerkes einen enormen Wandel hin zum Industriedorf. Die Einwohnerzahl stieg enorm, und es entstand die heutige „Kolonie“ als Siedlung der Bergleute. Der örtliche Bergmannsverein führt heute die Tradition der Grubenleute fort.

Kaligelände
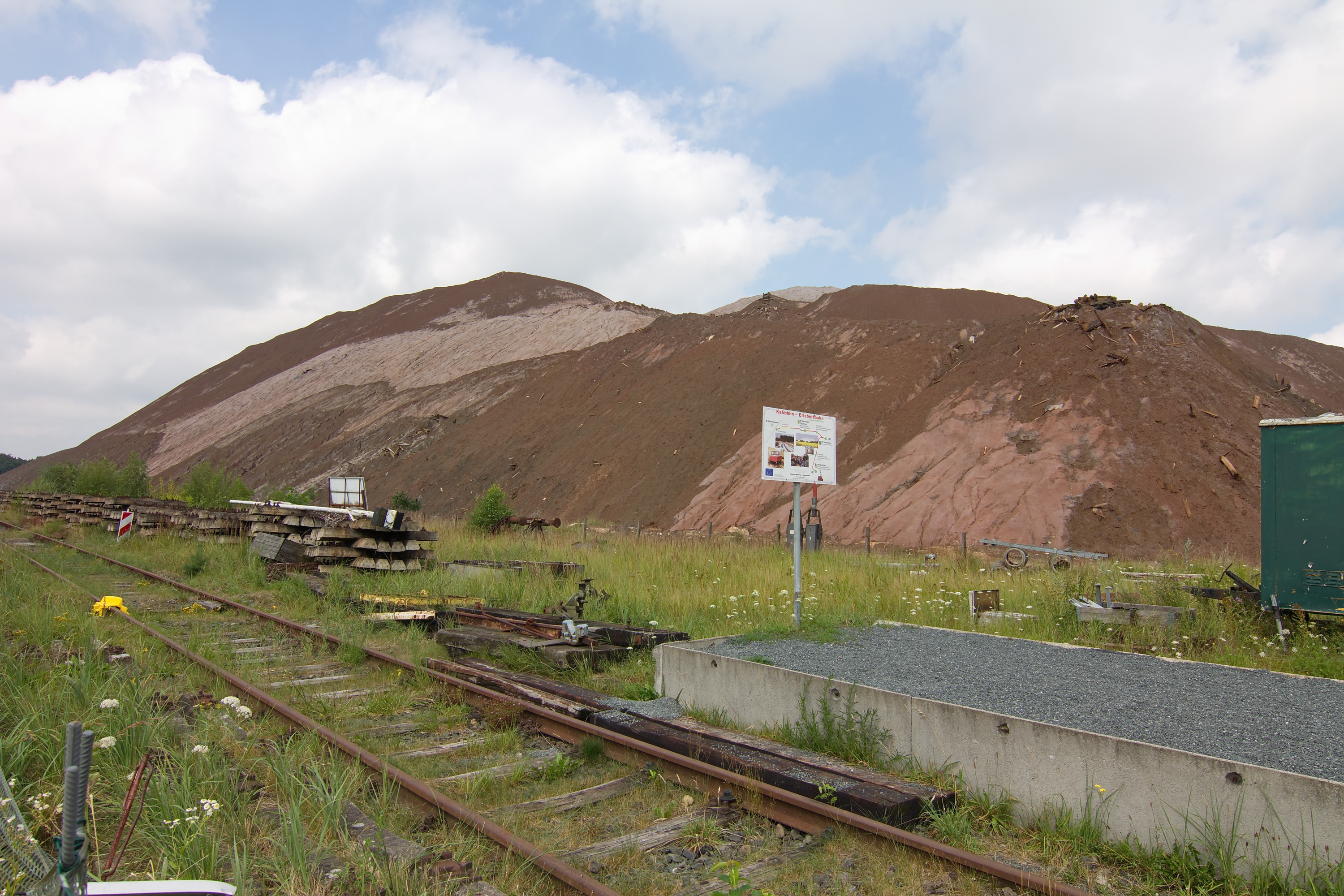
Kali-Abraumhalde südlich von Wathlingen
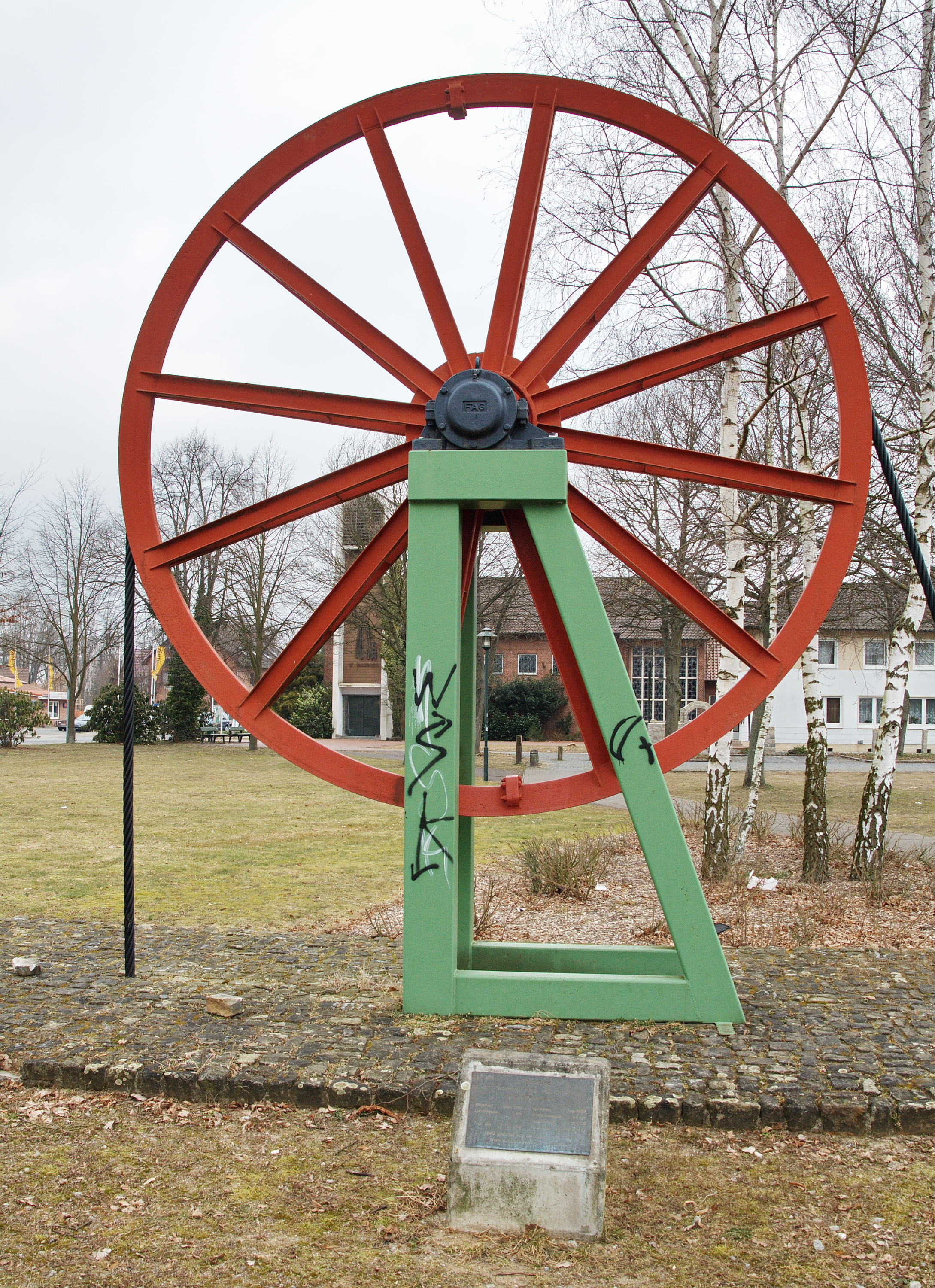
Seilscheibe des Schachtes Niedersachsen
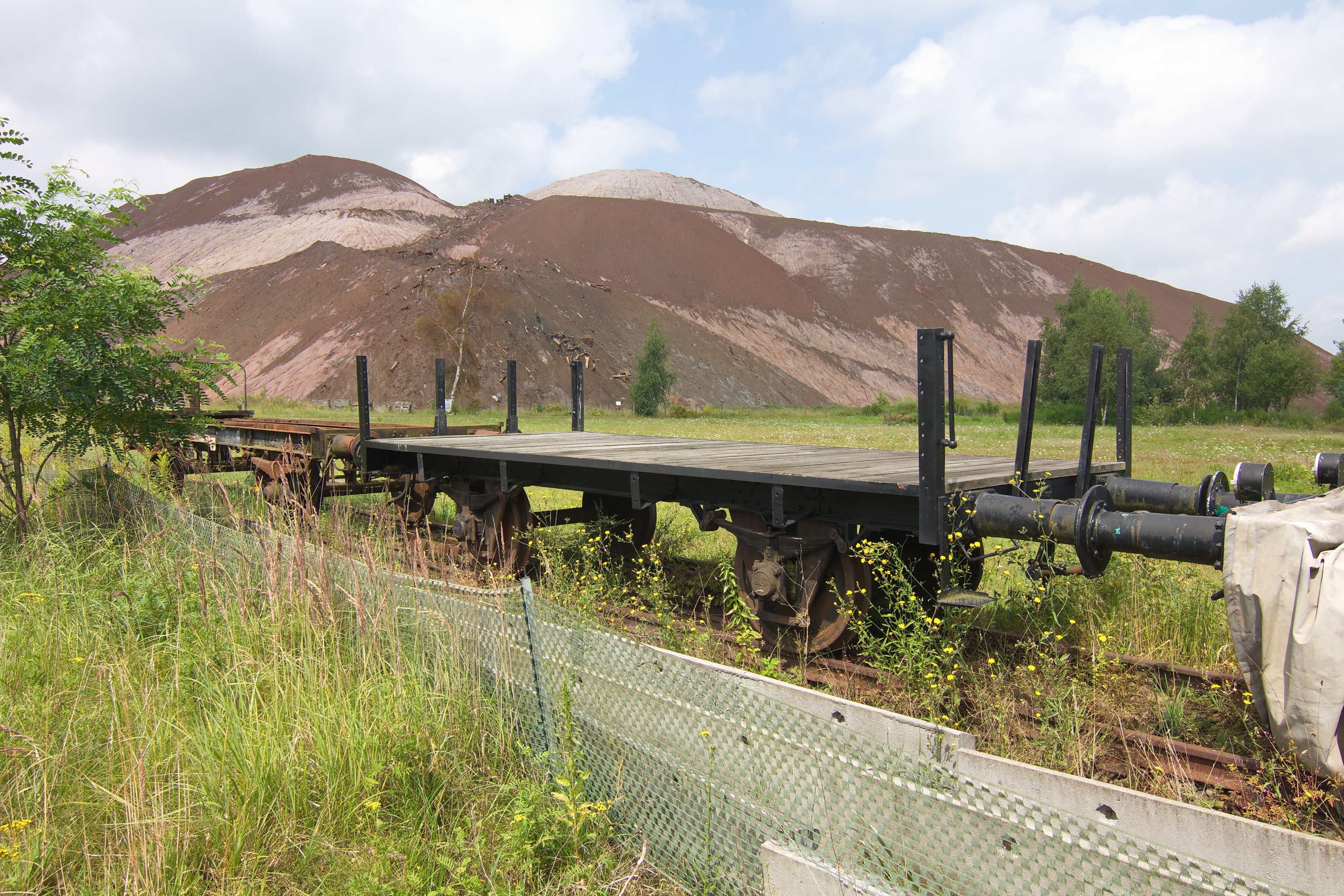
Kalibahn vor der Halde

Im Jahr 1997 feierte die Gemeinde Wathlingen ihren 975. Geburtstag.
Die Wathlinger Kickers feierten 2009 ihr 10-jähriges Bestehen und tragen seit dem 5. Juni 2010 den Titel „Wathlinger Meister 2010“.
Die Grundschule Wathlingen feierte am 27. September 2010 ihr 100. Jubiläum. Bei dieser Gelegenheit wurde die neu sanierte Turnhalle der Grundschule ihrer Bestimmung übergeben.

## Religionen
Die evangelisch-lutherische St.-Marien-Kirche an der Kirchstraße gehört zum Kirchenkreis Celle. Zur Kirchengemeinde gehört auch der innerhalb des Ortes gelegene Friedhof. An der Kantallee befindet sich der 1960 gegründete evangelisch-lutherische Kindergarten Marienkäfer.
Um 1950 entstand eine katholische Gemeinde in Wathlingen. 1960/61 wurde nach Plänen von Josef Fehlig an der Straße nach Hänigsen die St.-Barbara-Kirche errichtet, sie gehört heute zur Pfarrgemeinde St. Ludwig in Celle.

Kirchengebäude
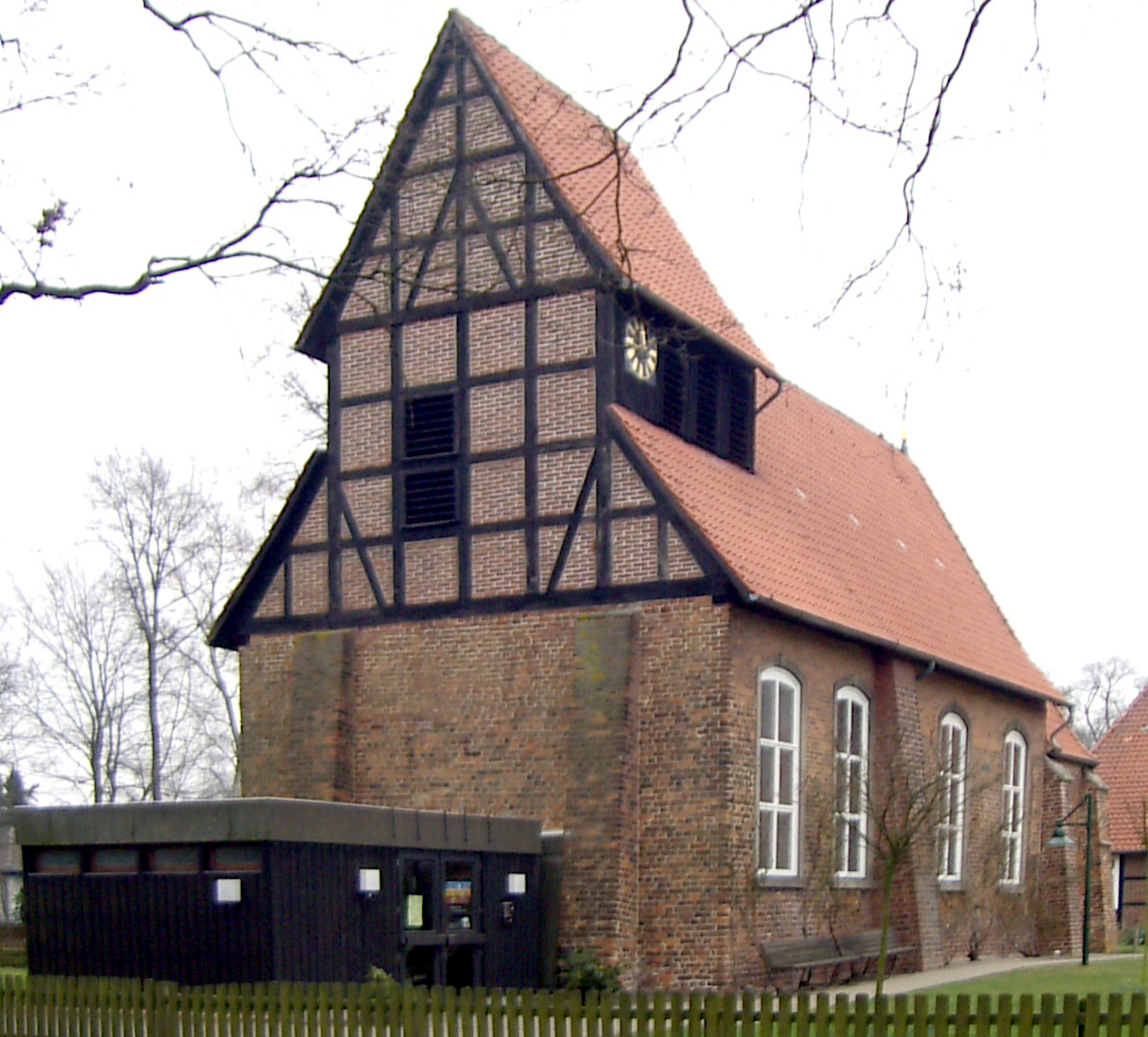
St.-Marien-Kirche in Wathlingen, erstmals 1322 erwähnt
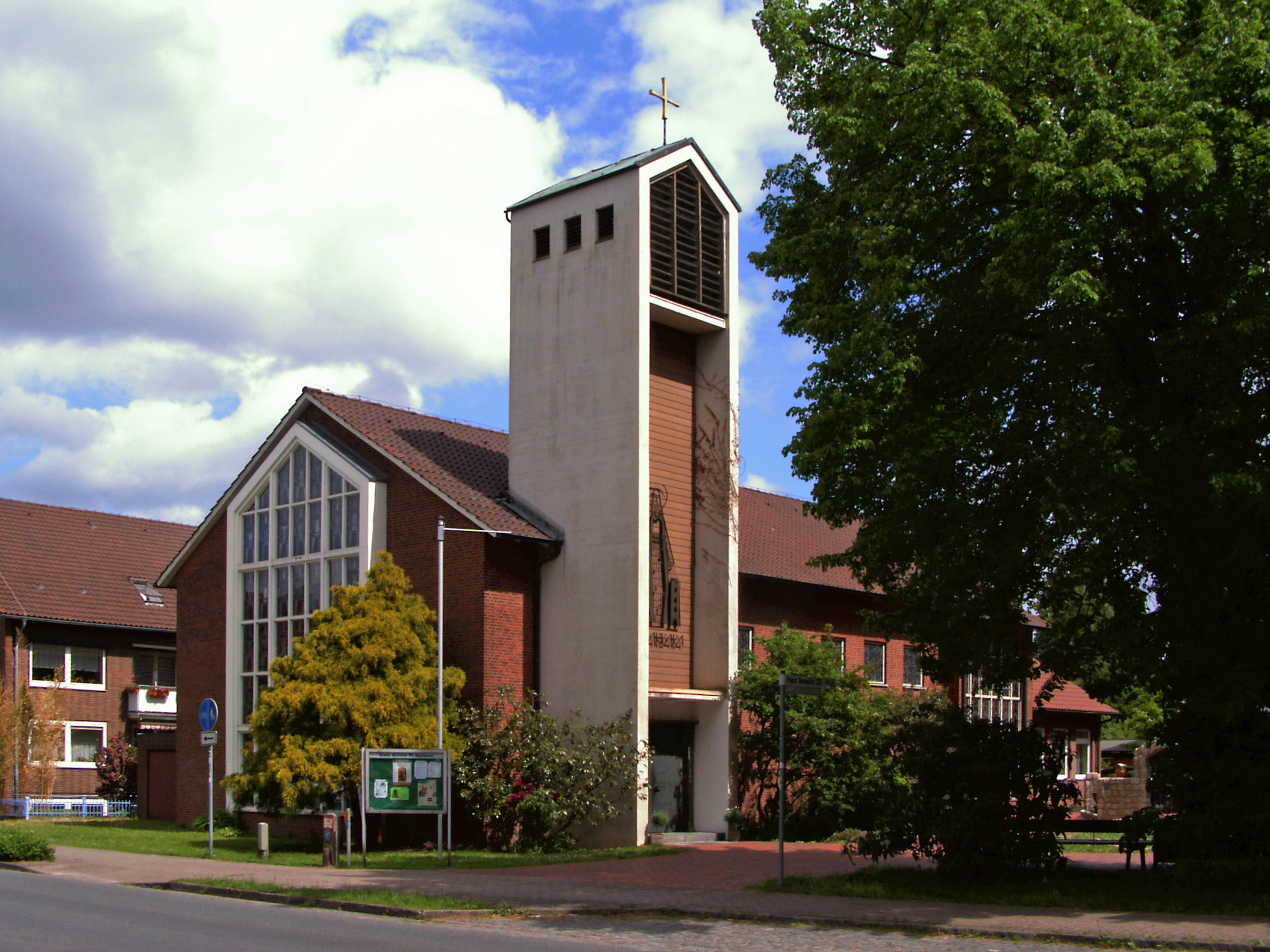
St.-Barbara-Kirche

## Politik

### Gemeinderat
Der Rat der Gemeinde Wathlingen setzt sich aus 19 Ratsfrauen und Ratsherren zusammen. Die Ratsmitglieder werden durch eine Kommunalwahl für jeweils fünf Jahre gewählt.
Bei der Kommunalwahl 2021 ergab sich folgende Sitzverteilung:
| Sitzverteilung ab 2021 im Rat der Gemeinde WathlingenInsgesamt 19 Sitze - SPD: 4 - Grüne: 2 - BL-WB: 3 - FDP: 2 - CDU: 8 |

Die letzten Kommunalwahlen ergaben die folgenden Sitzverteilungen:
| Wahljahr | CDU | SPD | BL-WB 2 | Grüne | FDP | Linke | BfW 1 | Thunich | Gesamt   |
| 2021     | 8   | 4   | 3       | 2     | 2   | 0     | -     | -       | 19 Sitze |
| 2016     | 9   | 5   | 1       | 2     | 1   | 1     | 0     | 0       | 19 Sitze |
| 2011     | 9   | 6   | 1       | 2     | -   | -     | 0     | 1       | 19 Sitze |
| 2006     | 9   | 6   | -       | 1     | 1   | -     | 2     | -       | 19 Sitze |
| 2001     | 10  | 5   | -       | 2     | 0   | -     | 2     | -       | 19 Sitze |

Die letzte Kommunalwahl fand am 12. September 2021 statt, Wahlbeteiligung 59,8 %.

### Bürgermeister
| 1824–1831 | Hans Heinrich Behrens                     |
| 1831–1854 | Hans Heinrich Timme                       |
| 1854–1860 | Dietrich Ebeling                          |
| 1860–1878 | Hans Homann                               |
| 1878–1890 | Hans Heinrich Engelke („Stummel-Engelke“) |
| 1890–1896 | Heinrich Kesselhut                        |
| 1896–1908 | Hans Heinrich Engelke                     |
| 1908–1909 | Hans Schrader                             |
| 1909–1918 | Hans Heinrich Brandes                     |
| 1918–1931 | Heinrich Meyer                            |
| 1931–1933 | Friedrich Oberheide                       |
| 1933–1945 | Heinrich Kesselhut                        |
| 1945–1946 | Friedrich Oberheide                       |
| 1946–1948 | Richard Rieke                             |
| 1948–1952 | Ernst Engelke                             |
| 1952–1956 | Heinrich Hage                             |
| 1956–1961 | Karl Bleckmann                            |
| 1961–1964 | Gustav Pfeiffer                           |
| 1964–1980 | Heinz Homann                              |
| 1980–1996 | Hans-Wilhelm v. Reden                     |
| seit 1996 | Torsten Harms                             |

### Hoheitszeichen
|  |  |
|  |  |

| | Blasonierung: „Auf grünem Grund unter zwei gekreuzt hängenden Ähren einen dreifüssigen goldenen Grapen; über den Ähren ein gekreuztes silbernes Bergmannsgezäh (Schlägel und Eisen).“ |
| Wappenbegründung: Der Kessel, auch Grapen genannt, bezieht sich wahrscheinlich auf das hohe Alter der Gemeinde. Sie wurde erstmals 1022 erwähnt, als Bischof Bernward von Hildesheim das örtliche St.-Michael-Kloster gründete. Die Ähren symbolisieren die Landwirtschaft. Hammer und Schlägel symbolisieren den Bergbau, die Salzgewinnung. Die Flagge besteht aus zwei gleich breiten Querstreifen, oben grün, unten gold; sie zeigt in der Mitte das Wappen. Die Flagge kann auch in Form eines Banners geführt werden. Das Banner besteht aus zwei gleich breiten Längsstreifen, links grün, rechts gold; hier das Wappen leicht nach oben versetzt. Das Dienstsiegel enthält das Wappen der Gemeinde und die Umschrift „Gemeinde Wathlingen, Landkreis Celle“. | |

### Städtepartnerschaften
Seit 1975 besteht eine Partnerschaft mit der französischen Stadt Villeparisis. Außerdem wird eine Partnerschaft mit der Gemeinde Groß Quenstedt in Sachsen-Anhalt gepflegt.

## Kultur und Sehenswürdigkeiten
- Das Rittergut Wathlingen kam über die Familie von Lüneburg im 20. Jahrhundert an die Familie von Reden.[8]
- Bis 1996 wurde im Schacht Niedersachsen am südlichen Rand der Gemeinde Kalisalz gefördert. Die noch bestehende Abraumhalde, der Kaliberg, ist weithin sichtbar.
- Zur Feier des 975-jährigen Bestehens wurde im Jahr 1997 von den Spenden Wathlinger Bürger und Firmen ein Glockenspiel am alten Schlauchturm neben dem Rathaus angebracht.
- Sehenswert ist die evangelisch-lutherische Kirche St. Marien mit Fachwerkturm in Wathlingen. Sie geht auf eine Kirche aus dem 14. Jahrhundert zurück, wurde im Laufe der Zeit aber stark verändert. So ließ die Familie von Lüneburg von 1696 bis 1704 die Kirche umbauen. Im Inneren befindet sich ein Flügelaltar aus dem 15. Jahrhundert.

Seit 2007 gibt es in Wathlingen den Verein Kleinbahn Wathlingen-Ehlershausen e. V. (KWE), auch die Kalibahn genannt. Er hat es sich zur Aufgabe gemacht, die Bahnstrecken der ehemaligen Grubenanschlussbahn zum Kaliwerk Niedersachsen-Riedel wieder befahrbar zu machen. Es sollen eines Tages wieder Züge auf den landschaftlich reizvollen Strecken von Ehlershausen (Anschluss an das Streckennetz der DB) nach Wathlingen und weiter nach Hänigsen rollen. Dabei werden historische, industrielle sowie landschaftliche Landmarken miteinander verbunden. Die Mitglieder des Vereins sind damit beschäftigt, die Strecken vom Wildwuchs zu befreien, eine 1000 m lange Gleislücke zu schließen (hier wurden von Metalldieben die Schienen gestohlen) sowie ihren Fahrzeugbestand aufzuarbeiten und zu ergänzen.

## Infrastruktur

### Verkehr
In Wathlingen verkehren zwei Buslinien.
Durch die CeBus GmbH & Co. KG wird das Dorf mit der Kreisstadt Celle verbunden. Eine weitere Busverbindung besteht nach Eicklingen.
Durch den RegioBus Hannover wird Wathlingen mit der Buslinie 927 vier Mal am Tag mit dem Bahnhof in Ehlershausen angefahren. Der Fahrplan der Linie 927 ist mit den Zugabfahrten der S6 und S7 der S-Bahn Hannover abgestimmt.

### Medien
Der Wathlinger Bote das amtliche Mitteilungsblatt der Samtgemeinde Wathlingen, es wird hergestellt vom MoorVerlag in Großmoor. Er erscheint einmal wöchentlich (sonnabends). Zudem erscheint einmal monatlich das Wathlinger RegionsECHO.

### Bildung
In Wathlingen gibt es im Ortskern die Grundschule Wathlingen. Unweit von ihr entfernt steht die Oberschule Wathlingen, die mit einem Haupt- und Realschulzweig auch einen Gymnasialzweig anbietet.

### Industrie
Die Kali+Salz AG (K+S) hat im Jahr 1997 den Standort Niedersachsen-Riedel bei Wathlingen stillgelegt.

## Persönlichkeiten
- Georg von Lüneburg auf Uetze und Wathlingen (* 7. November 1735 in Wathlingen; † 2. Oktober 1794 in Wathlingen), kurhannoverscher Stall- und Hofjunker 1750, Landschaftsdeputierter 1765, Drost zu Wittenburg 1772–1776, Herr auf Uetze und Wathlingen
- Gustav von Wick (* 27. Januar 1821 in Wathlingen; † 18. Juli 1899 in Hannover), Jurist, Verwaltungsbeamter, Landrat des Kreises Zeven
- Heinrich Pröve (* August 1892 in Wathlingen; † Dezember 1967 in Celle), Regionalhistoriker und Schulrat
- Herbert Blasek (* 1912; † 2006),[11] Kunstmaler, Bildhauer (Werke in Celle: Till Eulenspiegel-Stele am Südwall oder Masch-Stele u.v.a.m.)
- Martin Hose (* 8. April 1961 in Wathlingen), Altphilologe und Hochschullehrer